# Лурия, Сальвадор
Сальвадор Эдуард Лу́рия (англ. Salvador Edward Luria, итал. Salvatore Luria; 13 августа 1912, Турин — 6 февраля 1991, Лексингтон) — американский микробиолог итальянского происхождения, лауреат Нобелевской премии по физиологии или медицине в 1969 году.
Наиболее известен благодаря эксперименту Лурии — Дельбрюка.
Член Национальной академии наук США (1960).

## Биография
Родился в сефардской еврейской семье. Его отец, бухгалтер Давид Лурия, владел литографической мастерской; мать, Эстер Сачердоте, была домохозяйкой; кроме того, у него был старший брат. В 1935 году с отличием окончил Туринский университет. В 1938 году бежал из Италии и продолжил свои исследования в Париже. В 1940 году эмигрировал в Соединённые Штаты, а в 1947 году получил американское гражданство.
Жена (с 1945 года) — психолог Зелла Гурвиц Лурия (англ. Zella Hurwitz Luria), профессор Университета Тафтса; сын — экономист Дэниэл Дэвид Лурия (англ. Daniel David Luria, род. 1949).
Умер в Лексингтоне, штат Массачусетс, от сердечного приступа.

## Награды
- 1942 — Стипендия Гуггенхайма (получал стипендию повторно в 1953 и 1963 году)[8]
- 1969 — Премия Луизы Гросс Хорвиц
- 1969 — Нобелевская премия по физиологии или медицине (совместно с Максом Дельбрюком и Алфредом Херши), «за открытия, касающиеся механизма репликации и генетической структуры вирусов»
- 1974 — Национальная книжная премия
- 1991 — Национальная научная медаль США в номинации «Биологические науки», «За пожизненный труд, посвященный применению генетики к вирусам и бактериям, и за руководство развитием поколений студентов, которые помогли создать современную мощь молекулярной биологии»[9][10]